# Maurice Choron
Pour les articles homonymes, voir Choron.
Maurice Choron (7 novembre 1911 - 10 avril 1942) aviateur français.
Moniteur d'aviation de profession, Maurice Choron rejoint Londres et les Forces aériennes françaises libres dès juillet 1940. En septembre, il est affecté au 64th Squadron, puis en juillet 1941 au 609th Squadron, avant de passer en avril 1942 au groupe de chasse Île-de-France (le 340th « free French » Squadron) sous le commandement du capitaine de corvette Philippe de Scitivaux. Le lendemain de cette affectation, lors du premier vol du groupe, il est abattu et disparaît en mer. Il est Compagnon de la Libération. Il totalise 700 heures de vol de guerre et 62 missions de combat. Il est titulaire de 2 victoires certaines et 3 probables pendant la bataille d'Angleterre et après elle.

## Récompenses
- Chevalier de la Légion d'honneur
- Compagnon de la Libération par décret du 13 mars 1941[1]
- Croix de guerre 1939–1945 (4 citations)
- Médaille de la Résistance française avec rosette par décret du 11 mars 1947[2]
- Croix de guerre (Belgique)
- 1939-45 Star avec agrafe "Battle of Britain" (GB)
- Air Crew Europe Star (GB)
- War Medal 1939-1945  (GB)

## Sources et références
1. 1 2  « Maurice Choron », sur ordredelaliberation.fr (consulté le 16 novembre 2021).
2. ↑  « - Mémoire des hommes », sur memoiredeshommes.sga.defense.gouv.fr (consulté le 31 mai 2022).